# San Juan de Yapacaní
San Juan de Yapacaní, oficialmente San Juan, es una pequeña ciudad y un municipio de Bolivia, ubicado en la provincia de Ichilo en el departamento de Santa Cruz. Se encuentra a 124 km noroeste de la ciudad de Santa Cruz de la Sierra por la Ruta 4. El municipio tiene una superficie de 1.620,66 km² y cuenta con una población de 9.191 habitantes (según el Censo INE 2012).
Junto con la Colonia Okinawa, es una de las dos colonias japonesas que se encuentran en territorio boliviano. Anteriormente formaba parte del municipio de San Carlos, hasta que San Juan se convirtió en municipio el año 2001 mediante la Ley N.º 2233 de la República de Bolivia, promulgada por el presidente Jorge Quiroga Ramírez. 

## Historia
La inmigración proveniente de Japón comenzó en el año 1955 con 88 personas y se prolongó hasta el año 1992. En total arribaron 1.685 inmigrantes en 53 grupos. 
Al comenzar la colonización, se cultivaban arroz a secano, maíz, yuca, camote y leguminosas. También se establecieron criaderos de aves, sobre todo gallinas, llegando a producir el 30 % de gallinas de todo Bolivia a mediados de los años 70. 
En 1957 crean la Cooperativa Agrícola San Juan, posteriormente cultivaron cítricos e iniciaron la avicultura. Administrativamente dependía de la Sub alcaldía de San Carlos. 
A partir de 1966 se introducen las primeras maquinarias agrícolas, lo cual incrementó notablemente la producción agropecuaria. En 1969 se introdujeron algunas variedades de soya, que se convertiría en uno de los cultivos típicos de la colonia antes de que se extendiera su cultivo a otras zonas de Bolivia.
A partir de 1997, se inicia los trámites para convertir el Distrito municipal dependiente del municipio de San Carlos en un nuevo municipio independiente y autónomo a la cabeza del Sr. Jorge Tórrez Cerezo y luego de varios años de gestión, el 26 de julio del año 2001 se promulga la Ley N.º 2233, que en su Artículo 1 declara: “Créase la Cuarta Sección de la Provincia con capital la localidad San Juan de la Provincia Ichilo del Departamento de Santa Cruz” por el presidente Interino Jorge Quiroga Ramírez.
Desde el 2006 funciona el Gobierno Autónomo Municipal de San Juan, siendo su primer alcalde electo Katsumi Bani Abe por la Agrupación Ciudadana Siglo XXI de San Juan.

## Clima
El clima es típico de sabana a bosque húmedo subtropical. Se registra una temperatura promedio anual de 24,1 °C (máxima promedio de 29,1 °C y mínima promedio de 19,4 °C).
La precipitación pluvial promedio de 1.881 mm. En la época húmeda se presentan intensas lluvias con tormentas eléctricas, mientras que en la época seca las precipitaciones se presentan en forma de chubascos.

## Geografía
San Juan ocupa la parte nororiental de la provincia Ichilo, al oeste del departamento de Santa Cruz. Limita con la provincia Obispo Santistevan, al oeste y suroeste con el municipio de Yapacaní, y al este con el municipio de San Carlos y la provincia Sara.

## Demografía
De acuerdo con el censo boliviano de 2024, la población del municipio de San Juan de Yapacaní es de 10 206 habitantes.
La población del municipio casi se duplicó entre 1992 y 2024:
| Año  | Habitantes (municipio) | Fuente |
| ---- | ---------------------- | ------ |
| 1992 | 5.280                  | Censo  |
| 2001 | 9.131                  | Censo  |
| 2012 | 9.191                  | Censo  |
| 2024 | 10.206                 | Censo  |

## Economía
Actualmente, en San Juan se produce soya, gallinas ponedoras y pollos, arroz inundado, secano y cítricos. También, últimamente se está cultivando macadamia y arroz irrigado.